# Bollsta (1875)
Bollsta var en svensk segelskuta av typen tvåmastad skonert som byggdes 1875 och förliste 1918 när hon stötte på grund sydost om Enskär och sjönk till botten vid Stora Garkast cirka tio distansminuter sydväst om Landsort. Fartyget var vid olyckstillfället lastat med järnskrot och befälhavare var Carl August Lind. Vraket som blev lokaliserat 1984 ligger på 6 till 8 meters djup. Ett vykort av fartyget som skepparen låtit göra finns nu bevarat i Sjöhistoriska museet i Stockholm. 